# Павел Базилевски
Павел Николаевич Базилевски 2-ри (на руски: Павел Николаевич Базилевский) е капитан от лейб-гвардейски Егерски полк, участник в Руско-турската война (1877-1878), загинал в битката при Телиш.

## Биография
Павел Базилевски е роден на 9 септември 1846 г. в Руската империя. Ориентира се към военното поприще. Като малък постъпва в Полоцкия кадетски корпус, който подготвя деца и подрастващи за военна служба. Завършва го на 17 годишна възраст и през 1865 г. постъпва в Уралския пехотен полк. Впоследствие е командирован в лейб-гвардейски Гатчински полк (трансформиран в лейб-гвардейски егерски полк), С него остава до края на живота си. В състава на полка участвува в Руско-турската война (1877 – 1878). Загива на 12/24 октомври при атаката на турските редути в битката при Телиш. 

## Памет
- На 17/29 октомври, един ден след превземането на село Телиш, са открити и пренесени в село Горни Дъбник телата на четирима от убитите офицери: полковник Отон Мебес, поручик Михаил Перепелицин 2-ри, подпоручик Николай Шилдбах и прапорщик Гресбек. На 18 октомври след кратко опело и под звуците на траурния марш са погребани в обща братска могила постлана със слама. Отгоре върху гроба е поставен прост дървен кръст. На следващия ден е открито и погребано в същата могила тялото на капитан Базилевский 2-ри. Не са открити телата на поручик Лев Кашерининов и подпоручик Александър Романов, но по сведенията на пленените английски лекари са били с обгорели тела. Няколко дни след погребението и по желание на роднини, телата на полковник Отон Мебес и подпоручик Николай Шилдбах са ексхумирани и след балсамиране са транспортирани за погребение в Русия.[2] [3]

- Името на Базилевски е изписано върху Черния паметник при Телиш заедно с имената на другите загинали офицери.

## Семейство
- баща Николай Васильевич Базилевский
- майка Ольга Александровна Базилевская
- сестра Антонина Николаевна Базилевская,
- брат Александр Николаевич Базилевский,
- брат Михаил Николаевич Базилевский,
- брат Владимир Николаевич Базилевский [4]